# Vasili Eremenko
Pour les articles homonymes, voir Eremenko.
Vasyl Yeremenko ou Vasili Eremenko, né le 10 mai 1973 à Odessa, est un patineur artistique soviétique et ukrainien, vice-champion d'Ukraine en 1995 et champion du monde junior en 1991.

## Biographie

### Carrière sportive
Vasili Eremenko participe aux derniers championnats soviétiques jusqu'en 1992, puis aux premiers championnats d'Ukraine où il devient vice-champion national en 1995 derrière son compatriote Vyacheslav Zahorodnyuk.
Il représente l'Union soviétique aux mondiaux juniors de 1991 à Budapest où il conquiert la médaille d'or.
Il représente l'Ukraine en 1995 aux championnats d'Europe à Dortmund et aux mondiaux séniors à Birmingham. Il ne participe jamais aux Jeux olympiques d'hiver.

## Palmarès
| Compétitions principales        | 1990    | 1991    | 1992    | 1993    | 1994    | 1995    |  |  |  |  |  |  |  |  |
| Jeux olympiques d'hiver         |         |         |         |         |         |         |  |  |  |  |  |  |  |  |
| Championnats du monde           |         |         |         |         |         | 13e     |  |  |  |  |  |  |  |  |
| Championnats d'Europe           |         |         |         |         |         | 9e      |  |  |  |  |  |  |  |  |
| Championnats d'Union soviétique |         | 5e      | 4e      |         |         |         |  |  |  |  |  |  |  |  |
| Championnats d'Ukraine          |         |         |         |         | 3e      | 2e      |  |  |  |  |  |  |  |  |
| Championnats du monde juniors   |         | 1er     |         |         |         |         |  |  |  |  |  |  |  |  |
|                                 |         |         |         |         |         |         |  |  |  |  |  |  |  |  |
| Autres Compétitions             | 1989/90 | 1990/91 | 1991/92 | 1992/93 | 1993/94 | 1994/95 |  |  |  |  |  |  |  |  |
| Skate America                   | 8e      |         |         |         |         |         |  |  |  |  |  |  |  |  |
| Skate Canada                    |         |         | 2e      |         |         |         |  |  |  |  |  |  |  |  |
| Trophée de France               |         |         |         |         |         | 6e      |  |  |  |  |  |  |  |  |
| Trophée NHK                     |         |         |         | A       |         |         |  |  |  |  |  |  |  |  |
| Légende : A = Abandon           |         |         |         |         |         |         |  |  |  |  |  |  |  |  |